# Dombi József (fizikus)
Dombi József (Nagylengyel, 1920. február 5. – 2019. január 6.) magyar kísérleti fizikus, a Szegedi Tudományegyetem címzetes egyetemi tanára, eredeti végzettsége szerint matematika–fizika szakos tanár.

## Életpályája
Dombi József 1920. február 5-én született Nagylengyelben. 1926–1930 között Zalaegerszegen járt elemi iskolába, majd 1930–1938 között a zalaegerszegi Deák Ferenc Reálgimnáziumban (jelenlegi nevén: Zrínyi Miklós Gimnázium) tanult, és itt érettségizett 1938-ban. Ugyanabban az évben Szegeden felvették a Ferenc József Tudományegyetemre és az egyetem mellett működő Eötvös Loránd Kollégiumba. Egyetemi tanulmányait befejezve 1943-ban kapott matematika-fizika szakos tanári oklevelet. 1950-ben egyetemi doktori fokozatot, majd 1968-ban fizikából kandidátusi fokozatot szerzett.
Már hallgató korában több egyetemi tanszéken kutatott és középiskolában is tanított. A diploma megszerzése után, 1943–1944 között a szegedi Szent István Kereskedelmi Középiskola tanára volt, de 1944-ben behívták katonának. 1944 októberétől 1946 októberéig amerikai hadifogságban volt. Hazatérése után folytatta tanári tevékenységét: 1946–1948 között a paksi Kereskedelmi Középiskolában, majd 1948–1949 közt korábbi szegedi munkahelyén, a kereskedelmi középiskolában, 1949–1950 között pedig a szegedi Baross Gábor Gyakorló Gimnáziumban tanított.
1950-ben a Szegedi Tudományegyetem Kísérleti Fizikai Tanszékének munkatársa lett és itt dolgozott 1989-ig. Molekuláris lumineszcencia-vizsgálatokkal foglalkozott, ezen belül az oldatok abszorpciós- és fluoreszcencia-spektrumaira vonatkozó kutatásai jelentősek. Kutatómunkája mellett jelentős szerepet vállalt a fizika szakos tanárok és a fizikusok képzésében. Tanítványa volt többek között Pálinkás József, Szabó Gábor, Ormos Pál, Csapó Benő. Nyugdíjasként is aktívan oktatott 2016-ig.
Diplomaszerzésének 75. évfordulója alkalmából 2018 szeptemberében gránitdiplomát kapott a Szegedi Tudományegyetemen.
2019. január 6-án, 98 éves korában hunyt el.

## Publikációi (válogatás)

### Könyvek
- Alkalmazott fizika: II. éves vegyészhallgatók részére, Budapest, Felsőoktatási Jegyzetellátó, 1957.
- Kísérleti fizika:egyetemi jegyzet (Horvai Rezsővel és Szalay Lászlóval), Szeged, Szegedi Orvostudományi Egyetem, 1955.

### Tanulmányok, folyóiratcikkek
- Szilárd festékoldatok permanens fotodichroizmusáról (egyetemi doktori értekezés), Szeged, 1950.
- Über die Bestimmung der absoluten Quantenausbeute fluoreszierender Lösungen, (Budó Ágostonnal és Szöllősy Lászlóval), Acta Physica et Chemica (Szeged), 1956, 2, 18-27.
- Über die Konzentrationabhängigkeit der spektralen Wirkung der Sekundärfluoreszenz (Horvai Rezsővel), Acta Physica et Chemica (Szeged), 1956.
- Beiträge zur Frage der spektralen Wirkung der Sekundärfluoreszenz, (Budó Ágostonnal és Horvai Rezsővel), Acta Physica et Chemica (Szeged), 1957.
- Eine einfache experimentelle Methode zur Bestimmung der Intensität der Sekundärfluoreszenz, (Hevesi Jánossal és Horvai Rezsővel), Acta Physica et Chemica (Szeged), 1959.
- The Connection of the Absorption and Fluorescence Spectra of Solutions, (Horvai Rezsővel és Ketskeméty Istvánnal), Acta Physica et Chemica (Szeged), 1960.
- Fluoreszenzemission, Absorption und Temperaturstrahlung von Lösungen, (Horvai Rezsővel és Ketskeméty Istvánnal), Annalen der Physik, 1961. → A cikk
- Experimentale Prüfung des Wawilowschen Gesetzes im Falle fluoresziender Lösungen, (Hevesi Józseffel, Horvai Rezsővel, Ketskeméty Istvánnal és Kozma Lászlóval), Acta Physica et Chemica (Szeged), 1961.
- Bestimmung der Fluoreszenzausbeute und des Fluoreszenzspektrums mittels Eiregungslichtquellen mit kontinuierlichem Spektrum, (Hevesi Józseffel, Horvai Rezsővel, Ketskeméty Istvánnal és Kozma Lászlóval), Acta Physica et Chemica (Szeged), 1961.
- Fluorescence, Absorption and Temperature Radiation of Solutions, (Horvai Rezsővel és Ketskeméty Istvánnal), Acta Physica Academiae Scientiarum Hungaricae, 1962.
- Über einen analytischen Ausdruck für Absorptions- und Fluoreszenzspektren von Lösungen, (Ketskeméty Istvánnal és Kozma Lászlóval), Acta physica et Chemica (Szeged), 1964.
- Lumineszkáló keverékoldatokban lejátszódó energiaátadási folyamatokról (kandidátusi értekezés), Szeged, 1967.
- Energy transfer processes in luminescent mixed solutions, Acta Physica Academiae Scientiarum Hungaricae, 1968.
- Some Remarks on Corrections Concerning Energy Transfer Processes in Luminescent Mixed Solutions, Acta physica Academiae Scientiarum Hungaricae, 1970.
- Fluoreszenzuntersuchungen im Szegeder Institut für Experimentalphysik, Acta physica et Chemica (Szeged), 1971.
- Emlékezés Budó professzorra, aki Szegeden a háború után a fizikát új életre keltette, Fizikai szemle, 2004. (54. évf.) 11. sz. 387-389. oldal. → A cikk

## Kitüntetések, díjak
- Kiváló Munkáért díj (1970)[2]
- Felsőoktatás kiváló dolgozója (1985)[2]
- József Attila-emlékplakett (1986)[2]
- Magyar Felsőoktatásért Emlékplakett (1998)[4][2]
- Szegedért Emlékérem (2010)[2]
- Marx György Felsőoktatási Díj (2016)[2]
- A Magyar Érdemrend tisztikeresztje (2017)[2]